# Nahuel Guzmán
Nahuel Guzmán (Rosario, 10 februari 1986) is een Argentijns voetballer die als doelman speelt. Hij verruilde Newell's Old Boys in juli 2014 voor Club Tigres. Guzmán debuteerde in 2014 in het Argentijns voetbalelftal.

## Clubcarrière
Guzmán debuteerde in 2006 voor Newell's Old Boys in de Argentijnse Primera División. Tijdens het seizoen 2008/09 werd hij uitgeleend aan Independiente Rivadavia. In het seizoen 2012/13 veroverde hij een basisplaats onder Gerardo Martino. Guzmán speelde dat seizoen 34 competitiewedstrijden; een jaar later kwam hij tot 38 competitieoptredens. In de zomer van 2014 maakte hij de overstap naar Club Tigres, actief in de Mexicaanse competitie. Als eerste doelman van Tigres speelde hij in de Liga MX 2014/15 veertig competitieduels (inclusief de wedstrijden in de Liguilla). Op 15 december 2014 kreeg Guzmán in de competitiewedstrijd tegen Club América van arbiter Paul Delgadillo een rode kaart in de 72ste minuut. In de acht minuten daarvoor had Delgadillo ook twee ploeggenoten van Guzmán weggestuurd, zodat Tigres overbleef met acht spelers. Het verloor de wedstrijd met 3–0.

## Interlandcarrière
Nahuel Guzmán maakte zijn debuut in het Argentijns voetbalelftal op 14 oktober 2014 in een vriendschappelijke interland in en tegen Hongkong. Argentinië won met 0–7. In 2015 nam Guzmán als reservedoelman met Argentinië deel aan de Copa América 2015, waarin het land de finale verloor van Chili.

## Erelijst
Newell's Old Boys
- Primera División: 2013 Final

 Tigres UANL
- Liga MX: Apertura 2015, Apertura 2016, Apertura 2017, Clausura 2019
- Campeón de Campeones: 2016, 2017, 2018
- CONCACAF Champions League: 2020
- Campeones Cup: 2018

Individueel
- Liga MX Best XI: Apertura 2015, Apertura 2016, Clausura 2019
- Liga MX Redding van het Seizoen: 2015/16
- CONCACAF Champions League Gouden Handschoen: 2020
- CONCACAF Champions League Team van het Toernooi: 2020
- Liga MX All-Star: 2021